# Jadranko Crnić
Jadranko Crnić (Zagreb, 25. ožujka 1928. – Zagreb, 4. travnja 2008.), bio je hrvatski pravnik, predsjednik Ustavnog suda Republike Hrvatske i predsjednik Hrvatskog Crvenog križa.

## Životopis
Jadranko Crnić je rođen u Zagrebu 25. ožujka 1928. godine. Židovskog je podrijetla. Osnovna školu pohađao je u Dugom Selu, nakon čega se školovao u klasičnoj gimnaziji u Zagrebu. Diplomirao je na Pravnom fakultetu u Zagrebu 1952. godine, a doktorat iz pravnih znanosti je obranio na Pravnom fakultetu Sveučilišta u Zagrebu 1998. godine.  Pravosudni ispit položio je 1955. godine. Od 1952. godine bio je sudački pripravnik kod Kotarskog suda u Dugom Selu, a zatim je bio sudac u Kotarskom sudu Gospić te sudac i predsjednik Okružnog suda u Gospiću. Nakon toga je radio kao odvjetnik u Dugom Selu, a zatim je postao predsjednikom tamošnjeg Općinskog suda. Nakon toga je postao sudac Vrhovnog suda SR Hrvatske, pa predsjednik Građanskog odjela Vrhovnog suda i zamjenik predsjednika.
1. listopada 1984. godine postao je sudac Ustavnog suda SR Hrvatske, čiji predsjednik postaje 1990. godine. U prosincu 1991. godine izabran je za suca Ustavnog suda, a za predsjednika toga suda imenovan je 7. prosinca 1991. godine. Ponovo je izabran za predsjednika 11. studenog 1995. godine s četverogodišnjim mandatom.
Bio je član Ustavotvorne komisije Predsjedništva Republike Hrvatske za izradu prvog Ustava Republike Hrvatske 1990. godine. Na prvim višestranačkim izborima bio je predsjednik Republičkog odbora za nadzor izbora, a 2000. član Radne grupe predsjednika RH za pripremu stručne osnove za promjenu Ustava.
Sudjelovao je u radu niza grupa za izradu zakona, bio je glavni i odgovorni urednik časopisa "Zakonitost", član radne grupe "Pravo i društvo temeljna istraživanja" HAZU te više pravnih časopisa. Objavio je više stotina članaka i autor je oko 40 knjiga, s ponovljenim izdanjima, iz područja radnog, imovinskog, stambenog i ustavnog prava, te dijelom obiteljskog i nasljednog prava. Održao je brojna predavanja s područja prava te zaštite ljudskih prava i temeljnih sloboda, o čemu je napisao brojne radove.
Dr. Jadranko Crnić svojim radom zadužio je i Dugo Selo. Osnivač je i prvi urednik jednih od najstarijih lokalnih novina u Hrvatskoj «Dugoselske kronike», Bio je počasni predsjednik 100. godišnjeg Kulturno umjetničkog društva «Preporod» iz Dugog Sela, dobitnik je godišnje nagrade Dugog Sela za životno djelo 1996. godine, a svojim bogatim društvenim radom u Dugom Selu bavio se i sudjelovao u njemu do posljednjih dana.

## Priznanja
Dobitnik je niza priznanja, domaćih i stranih odlikovanja. Bio je, među ostalim, počasni predsjednik Fužinarske limene glazbe, počasni građanin Općine Fužina i Općine Mrkopalj, vitez Vojničkog i bolničkog reda Sv. Lazara Jeruzalemskog, član Družbe "Braća Hrvatskoga Zmaja", počasni viši vatrogasni časnik.